# Anisothecium macrostomum
Anisothecium macrostomum är en bladmossart som beskrevs av Brotherus 1924. Anisothecium macrostomum ingår i släktet Anisothecium och familjen Dicranaceae. Inga underarter finns listade i Catalogue of Life.